# Imposex
Imposex es un desorden producido en moluscos y que está causado por los efectos tóxicos de ciertos contaminantes marinos. Estos contaminantes afectan a las hembras de moluscos que desarrollan órganos sexuales masculinos (como penes y vasos deferentes).

## Sustancias inductoras de Imposex

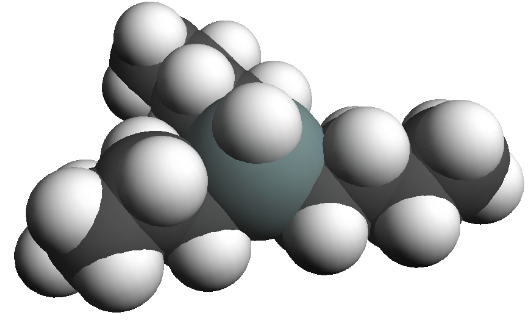
Tributyltin (TBT) hydride model

Antes se creía que el único inductor del imposex era tributyltin (TBT), que se puede activar en bajas concentraciones, pero estudios recientes muestran que hay otras sustancias inductoras como, triphenyltin.
El tributyltin es un agente antiincrustante para barcos que afecta a las hembras de la especie Nucella lapillus (dog whelk), Voluta ebraea (the Hebrew volute), Olivancillaria vesica, Stramonita haemastoma además de otras 200 especies de gasterópodos.

## Anormalidades
En los corniños (en inglés Dog whelk), el crecimiento de un pene debido al imposex femenino, bloquea gradualmente el oviducto, aunque la producción de óvulos continúa.
El imposex en una hembra de Nucella lapillus pasa por varias etapas de evolución del pene antes de que sea imposible mantener una constante producción de óvulos.
Después de estas fases se produce esterilidad y muerte prematura de las hembras en edad reproductiva, lo que puede crear efectos adversos en el resto de la población.

## Biomonitorización
Las fases de imposex de Nucella lapillus y otros moluscos (incluyendo Nucella lima) son usados en Reino Unido y en el resto del mundo para monitorizar niveles de óxido de tributilo. El Índice de tamaño del pene relativo o RPSI (Relative Penis Size Index) de hembras y machos, y el Índice de la secuencia del vaso deferente o VDSI (Vas Deferens Sequence Index) son usados para monitorizar niveles de óxido de tributilo en ambientes marinos.
El 29 de septiembre de 2007, en Halifax, Nueva Escocia, el periódico The Chronicle Herald presentó una historia basada en hembras de Nucella lapillus en las costas del puerto de Halifax  y otras partes de Nueva Escocia, vivían concretamente en la  zona intermareal. El reportaje declaraba que las hembras de Nucella lapillus sufren el crecimiento de penes incluso después de prohibir el uso de óxido de tributilo.